# Joseph-Gaspard de Maniban
Joseph-Gaspard de Maniban, né à Toulouse, le 2 juillet 1686 et  mort à Toulouse dans la nuit du 31 août au 1er septembre 1762, est un membre éminent du milieu de la noblesse de robe toulousaine, premier président du Parlement de Toulouse comme son grand-père. 

## Ascendance
Il est le fils unique de Jean-Gui de Maniban, mort en 1707, avocat général au parlement de Toulouse en 1651, président à mortier en 1683, et de Marie-Marguerite de Fieubet, une fille du premier président du parlement de Toulouse, Gaspard de Fieubet.

## Biographie

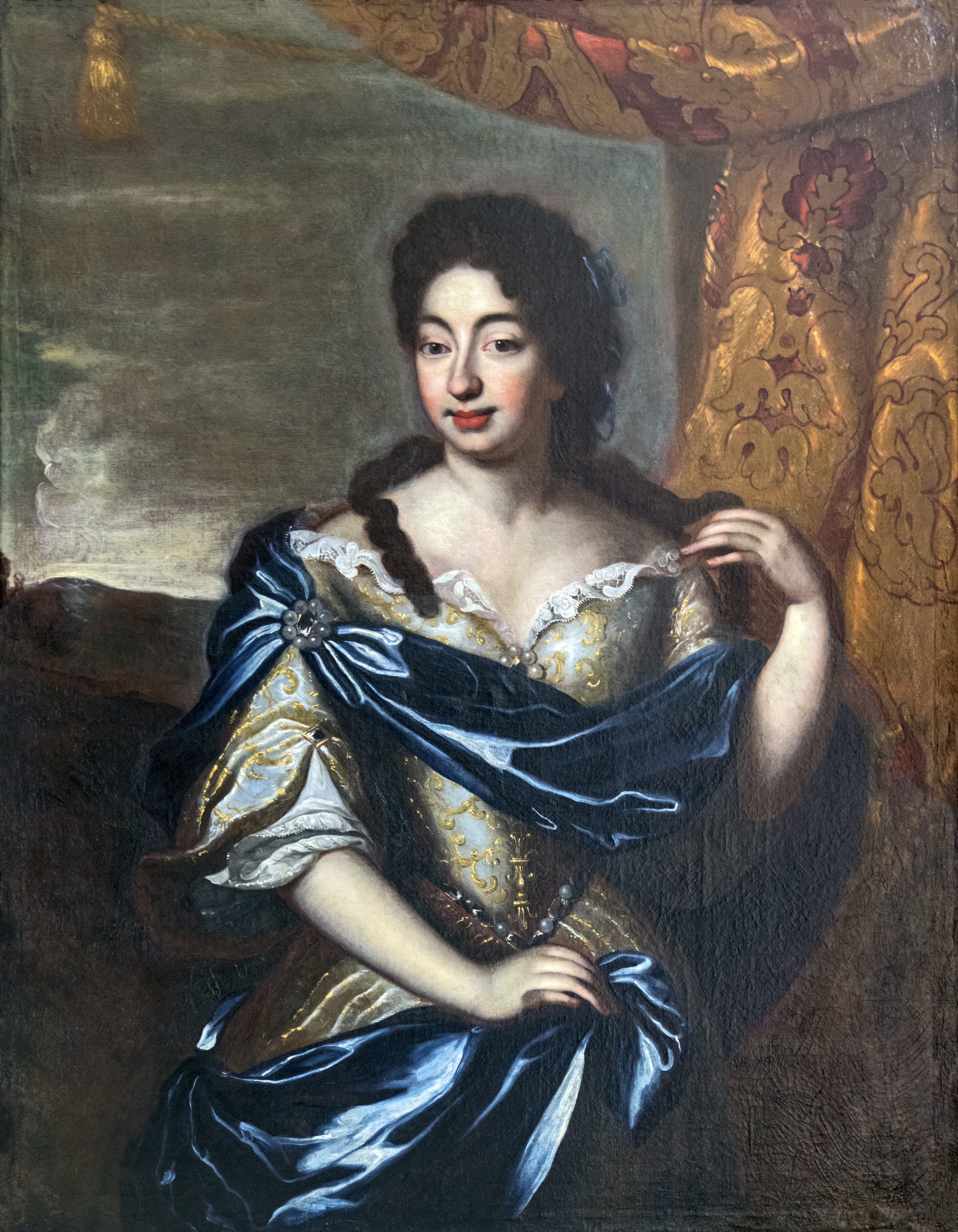
Jeanne-Christine de Lamoignon (musée du Vieux Toulouse).

Il est pourvu d'une charge de conseiller au parlement de Toulouse. Il se marie le 4 juillet 1707 avec Jeanne-Christine de Lamoignon, fille de Chrétien-François de Lamoignon, marquis de Basville et président à mortier du parlement de Paris, et de Marie-Jeanne Voisin. Il va atteindre, grâce à son alliance avec le milieu de la noblesse de robe parisien et l'appui politique qu'elle lui donne, la fonction de premier président du parlement de Toulouse en 1722 (il a été nommé premier président le 9 octobre 1721, prêté serment entre les mains du roi le 15 décembre et est entré en exercice le 14 août 1722). Devenu chef de famille, il va aider les membres de celle-ci : son cousin, François Honoré Casaubon de Maniban (1729-1743), archevêque de Bordeaux, ou sa cousine, Marie de Maniban, mariée au poète Jean Galbert de Campistron.
En 1712 il est mainteneur des Jeux floraux, le 22 août 1714 il est nommé président à mortier du parlement.
Sa fortune est estimée à un million de livres provenant essentiellement de terres qu'il a reçues en héritage, dans le bas et le haut Armagnac. Il est marquis de Maniban (titre reçu en 1681), marquis de Campagne et d'Ayzieu, seigneur de Cazaubon, des terres de Labastide, de Toujouze, de Montguilhem, comte d'Eauze, et dans le Haut-Armagnac, seigneur de Busca, d'Ampeils, de Lagardère, de Mouchan, de Cézan, Tilladet, Valence, Masencôme, etc. Il tire de ses terres environ 60 000 livres de revenu annuel. Cependant, ses revenus importants suffisent juste à soutenir les dépenses de représentation que sa fonction l'oblige à faire.
Il acquiert Mansencôme en 1736 (il en avait déjà la co-seigneurie par l'héritage de son père Jean-Guy de Maniban, acquéreur en 1674) ; puis en 1748, il achète le château de Blagnac. Par mimétisme social, il est membre de la confrérie des Pénitents bleus.
Premier président du parlement de Toulouse, il essaie de jouer un rôle de modération en maintenant la paix à l'intérieur du parlement et dans ses relations avec les autres institutions du royaume. Il se montre ferme quand on attaque les privilèges du parlement qu'il dirige ou les siens propres. Il demande l'obéissance aux magistrats.
À partir de 1730, les problèmes religieux compliquent sa tâche. Le jansénisme et le gallicanisme sont des questions qui s'imposent. Il cherche à limiter les discussions sur ces questions à la Grand-Chambre et cherche à éviter la tenue d'une assemblée des chambres pour traiter de ces questions. Si nécessaire, il fait traîner en longueur le traitement des affaires épineuses pour permettre aux esprits de se calmer.
Il défend le parlement de Toulouse face aux ingérences du pouvoir royal et se pose en protecteur des lois du royaume. Il défend l'indépendance de la Couronne face au pape quand elle est critiquée par certains évêques du Languedoc.
À la fin de sa vie, il voit le début des attaques des différents parlements contre la Compagnie de Jésus à laquelle il est personnellement hostile. À partir de 1759, la maladie le tient éloigné du parlement.

## Famille
Pour sa succession, il va substituer pour ses héritiers une branche cadette de la famille. Ses biens échoient à son neveu, Jean-Gui de Campistron, qui les dilapide entièrement. 
Il a eu deux filles de son mariage :
- Marie-Françoise de Maniban, mariée le 16 mars 1729 à Louis Auguste de Bourbon, marquis de Malause, colonel du régiment d'Agenais-Infanterie ;
- Marie-Christine de Maniban, mariée en février 1741 avec Paul Sanguin, marquis de Livry, premier maître d'hôtel du roi. Elle vend tous ses biens en Armagnac et mène une vie mondaine parisienne.

## Armoiries
De gueules à deux bourdons d'or passés en sautoir, cantonnés en chef d'un croissant d'argent et d'un feu follet ou larme dans les autres cantons, le tout surmonté d'une couronne de marquis et au-dessus encore d'un mortier de magistrat.